# Château de Lüdinghausen
Le château de Lüdinghausen (en allemand : Burg Lüdinghausen) est un château fort de type Wasserburg.
Il fait partie de la triade de châteaux de la ville de Lüdinghausen qui comprend aussi le château de Vischering le château de Wolfsberg, dans l'arrondissement de Coesfeld, dans le district de Münster, en Allemagne.

## Histoire

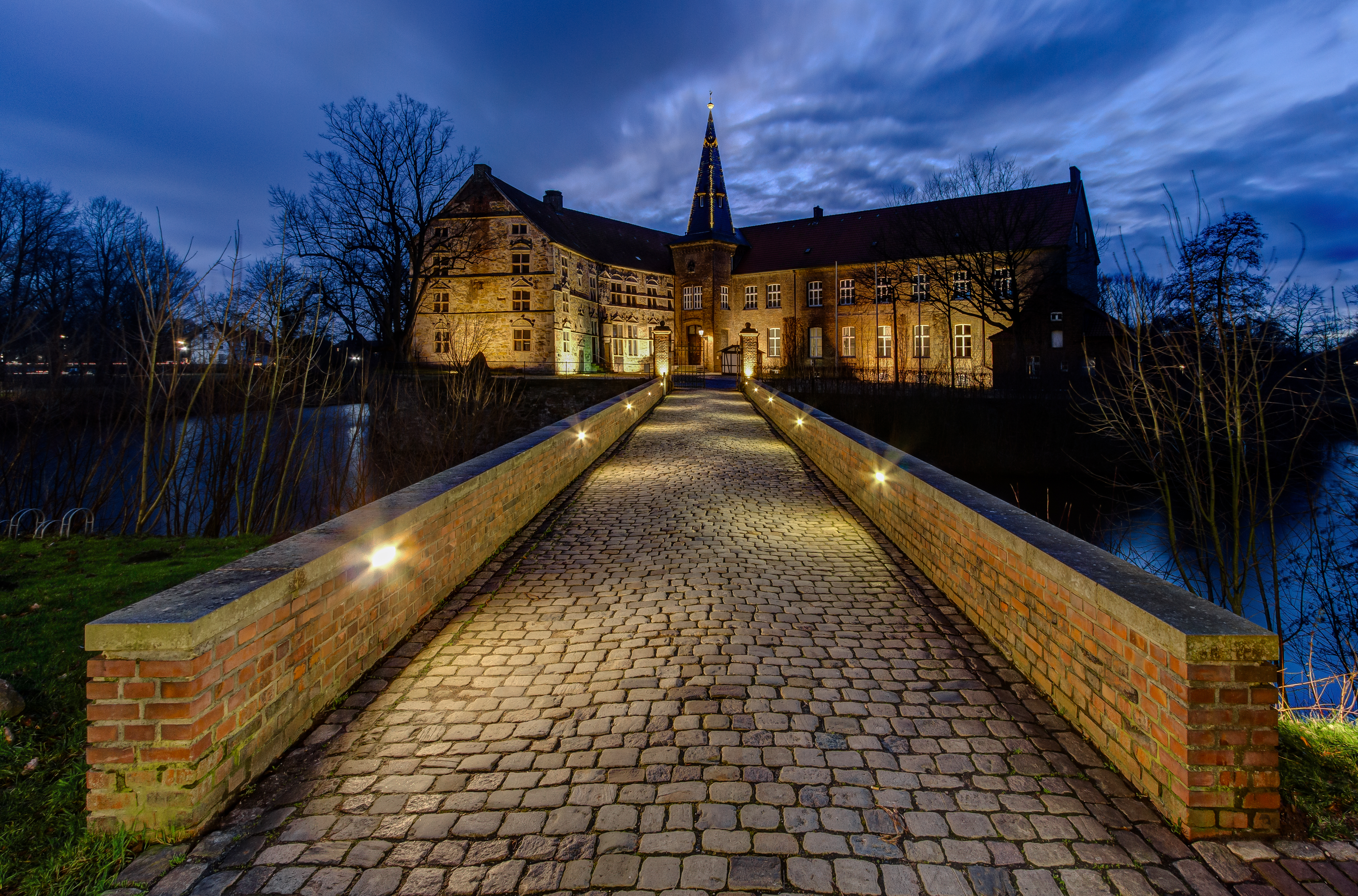
Le château, vue nocturne.

Les fondations qui sont les plus vieilles parties du château encore visibles furent édifiées pendant le XIIe siècle. Il est mentionné pour la première fois en 1271. Son emplacement était dû à un terrain très riche en eau, voire un étang, et où il serait loisible de bâtir un château « sur l'eau », appelé Wasserburg, très courants dans la région. De plus, il était placé sur la route vers Cologne.
D'abord château des seigneurs de Lüdinghausen, il revint par héritage à des religieux.
Il fut reconstruit dans la totalité pendant XVIe siècle par le doyen de Munster Gottfried von Raesfeld. Il prit alors la forme d'un château typiquement de style Renaissance. Le bâtiment est étendu d'une aile ouest et d'une tour à la fin du XIXe siècle où des restaurations ont eu lieu.
Il fut acheté par la mairie de sa ville en 1879 qui le louait depuis dix ans pour y former des agriculteurs.
De nos jours, le château dégage d'aspect ancien mais il très moderne, avec l'équipement d'une salle de réunion politique et d'un grand hall utilisé pour des concerts. Il accepte aussi de promouvoir les créations d'artistes modernes, qui sont exposées dans les chambres supérieures.